# Klwów
Klwów è un comune rurale polacco del distretto di Przysucha, nel voivodato della Masovia.
Ricopre una superficie di 86,72 km² e nel 2023 contava 3 096 abitanti.